# سید موسی صدر
سیّد موسی صدر (۱۴ خرداد ۱۳۰۷ – مفقود ۹ شهریور ۱۳۵۷) مشهور به امام موسی صدر، فقیه شیعه ایرانی و مؤسس مجلس اعلای شیعیان لبنان و جنبش امل بود. او از سال ۱۳۳۸ به لبنان رفت و تا زمان مفقودی در آنجا بود. ورود او به لبنان مصادف بود با تمایل شیعیان لبنان که اکثریت جمعیت را داشتند به رشد در برابر مسیحیان و تمایل شاه ایران به افزایش قدرت شیعیان در لبنان و صدر از هر دو طرف مورد مساعدت قرار گرفت. او از اوایل دهه ۱۳۵۰، فرزندان خود را به‌تدریج به پاریس فرستاده و در سال آخر، به‌همراه همسرش به آنها پیوسته بود و عملاً در آنجا زندگی می‌کرد. صدر، از گروه‌های مختلفی مثل دولت لبنان، شاه ایران، سرهنگ قذافی، عربستان سعودی، شیعیان لبنان و شیعیان ایران کمک‌های مالی دریافت کرده ولی اهداف مستقلی را پیگیری می‌کرد. همین امر باعث شد توسط افرادی مثل یاسر عرفات، معمر قذافی و حافظ اسد که برنامه‌های دیگری برای لبنان داشتند، مورد تنفر قرار بگیرد.
او سرانجام در اوایل شهریور ۱۳۵۷ به‌همراه دو نفر به لیبی رفت و هرگز بازنگشت. اغلب شواهد نشان می‌دهند که او به دستور قذافی کشته شده است.

## تولد
موسی صدر در ۱۴ خرداد ۱۳۰۷ ش، در محله چهار مردان شهر قم به دنیا آمد. پدر او سید صدرالدین صدر، جانشین شیخ عبدالکریم حائری یزدی و از مراجع بود و مادرش صفیه طباطبایی قمی فرزند سید حسین طباطبایی قمی و خواهر سید حسن طباطبایی قمی بود.
خاندان صدر از خانواده‌های شیعی در در دو سده اخیر در ایران، عراق و لبنان هستند. جد پدری موسی صدر، سید اسماعیل صدر، جانشین میرزای شیرازی و مرجع عام و نیای مادری‌اش حسین طباطبایی قمی، جانشین سید ابوالحسن اصفهانی بود. از دیگر مشاهیر و بزرگان این خاندان می‌توان از سید صالح شرف الدین، سید صدر الدین صدر و سید ابوجعفر خادم الشریعة نام برد. سید رضا صدر برادر بزرگ موسی صدر بود.

## ازدواج و فرزندان
او در سال ۱۳۳۴ با پروین خلیلی دختر شیخ عزیزاللّه خلیلی ازدواج کرد و از او صاحب چهار فرزند شد: صدرالدین صدر (۱۳۳۵)، حمید صدر (۱۳۳۸)، حوراء صدر (۱۳۴۱) و ملیحه صدر (۱۳۵۰) صدرالدین و حمید از اوایل دهه ۱۳۵۰ برای تحصیل به پاریس فرستاده شدند. حورا از ۱۴ سالگی در سال ۱۳۵۵ برای تحصیل به پاریس فرستاده شد و سال بعد ملیحه شش ساله به‌همراه مادرش به پاریس فرستاده شد و خود موسی صدر هم به آنها پیوست و در سال ۱۳۵۶ عملاً خانواده موسی صدر در پاریس زندگی می‌کردند.

## تحصیلات

### ابتدایی و حوزوی
او درس‌های ابتدایی را در دبستان حیات قم گذراند و پس از آن وارد دبیرستان سنایی شهر قم شد و هم‌زمان با دورهٔ دبیرستان، به تحصیل علوم اسلامی در حوزه علمیه قم مشغول شد. او در خرداد سال ۱۳۲۲ رسماً به حوزه علمیه قم وارد شد. فقه و اصول را نزد سید حسین طباطبایی بروجردی، عبدالجواد جبل عاملی، سید محمد حجت کوه‌کمری و فلسفه را نزد سید محمدحسین طباطبایی و سید رضا صدر فرا گرفت.

### دانشگاه تهران
سید موسی صدر در کنار تحصیلات حوزوی در قم، دروس دبیرستان خود را به اتمام رساند و در سال ۱۳۲۹ به عنوان نخستین روحانی دانشجو و دانشگاهی به همراه دوستش عبدالجلیل جلیلی، در لیسانس رشتهٔ «اقتصاد در حقوق» (معادل رشتهٔ حقوق اقتصادی کنونی) وارد دانشگاه تهران شد و در سال ۱۳۳۲ فارغ‌التحصیل شد.

سرلشکر منصور قدر، افسر ساواک در دهه سی و چهل شمسی و سفیر ایران در بیروت همزمان با حضور موسی صدر در لبنان، مدعی است که: موسی صدر در زمان دانشجویی با لباس شخصی تردد می‌کرد. با توجه به خوش تیپ بودن و قد بلند خود مورد توجه خانمهای درجه یک تهران بود به تمام جلسات آنچنانی (پارتی‌ها) راه پیدا کرده بود. زیاد توجه به سیاست و درس نداشت و گاهی تریاک و مشروب هم مصرف می‌کرد. صدر زمانیکه در یکی از تظاهرات دانشجویی با عبا و عمامه شرکت کرد مورد توجه ساواک قرار گرفت و ساواک شروع به جمع‌آوری اطلاعات راجع به او کردند. 

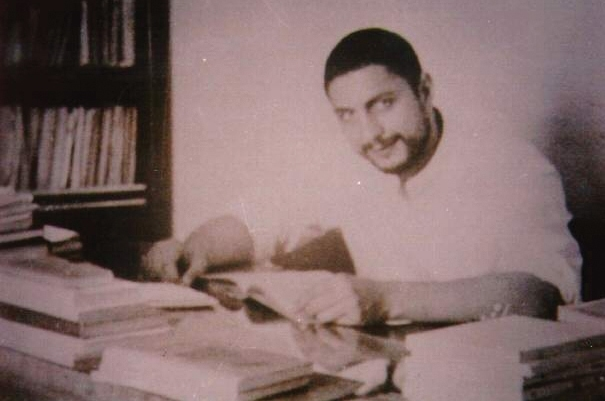
موسی صدر در حال مطالعه در جوانی

### حوزه نجف
پس از دانشگاه تهران سید موسی صدر برای ادامه تحصیلات حوزوی به نجف می‌رود و تا سال ۱۳۳۷ در آن‌جا می‌ماند. نزد سید محسن حکیم، شیخ مرتضی آل یاسین، سید عبدالهادی شیرازی و شیخ حسین حلّی فقه می‌آموزد و از درس اصول سید ابوالقاسم خویی بهره می‌برد. فلسفه را نزد صدرا بادکوبه‌ای فرا می‌گیرد. صدر در نجف با سید محمدباقر صدر دوست و هم بحث بود. وی به همراه چند نفر دیگر از فرزندان علمای نجف به درس خصوصی سید محمد علی موحد ابطحی در منزل ایشان حاضر می‌شد. البته رابطه این دو صمیمانه نیز بود زیرا سید موسی را برای زیارت پیاده امام حسین از نجف به کربلا به همراه می‌برد. صدر پیش از عزیمت به نجف، از سوی علامه طباطبایی مسئولیت نظارت بر نشریه «انجمن تعلیمات دینی» را بر عهده گرفت. وی هم‌زمان با تحصیل در حوزه علمیه نجف، به عضویت هیئت امناء جمعیت «النشر» درآمد و پس از بازگشت به قم ضمن اداره یکی از مدارس ملی این شهر، مسئولیت سردبیری مجله تازه تأسیس «مکتب اسلام» را عهده‌دار شد. از مهم‌ترین اقدامات او در آخرین سال اقامت در شهر قم، تدوین طرحی گسترده برای اصلاح نظام آموزشی حوزه‌های علمیه بود که با هم‌فکری بهشتی و مکارم شیرازی صورت گرفت.

## دوستان او
از دوستان اصلی و هم‌بحث صدر در قم، می‌توان سید موسی شبیری زنجانی، عبدالجلیل جلیلی کرمانشاهی، سید محمد علی موحد ابطحی، سید محمد بهشتی، محمد مفتح، صالحی نجف آبادی، سید عبدالکریم موسوی اردبیلی و ناصر مکارم شیرازی را نام برد.

## اقامت در لبنان
پس از اینکه عبدالحسین شرف الدین روحانی اصلی شیعیان لبنان درگذشت، شیعیان لبنان از ایت الله بروجردی (که با آنها در ارتباط بود و به آنها کمک می‌کرد) خواستند فرد جوانی را به لبنان بفرستند که رهبریِ آن‌ها را بر عهده بگیرد؛ زیرا روحانیون شیعه لبنان عموماً پیر و فرسوده و رشوه خوار بودند و عموماً با ۵۰۰ تا هزار لیره خریداری می‌شدند و بیشتر نیز سرگرم مداحی بودند. بروجردی شخصی را برای این مهم در نظر می‌گیرد، ولی موسی صدر که شاگردِ بروجردی بوده از این موضوع مطلع می‌گردد. صدر به‌طور غیر مستقیم و در جهتِ نیل به انتخاب خود به‌عنوان جانشینیِ عبدالحسین شرف الدین از طریق پسر عمه خود (سید احمد طباطبایی) با ساواک ارتباط می‌گیرد. سید احمد طباطبایی با اینکه روحانی بود از رفقا و دوستانِ نزدیکِ تیمور بختیار رئیس وقت ساواک بود. از طرفی بروجردی با حکومت ارتباط خوبی داشت و در نهایت ساواک توانست موافقت او را جلب کرده و موسی صدر را با اعتبارات قابل توجهی به لبنان بفرستد. موسی صدر در سال ۱۳۳۴ شمسی-۱۹۵۵ میلادی به شهر سور رفته بود و با عبدالحسین شرف الدین که با وی نسبت فامیلی داشت دیدار کرده بود. برخی از منابع گفته‌اند شرف الدین قبل از مرگ، موسی صدر را به‌عنوان جانشین خود تعیین کرده بود. موسی صدر با بختیار موافقت کرد که با ساواک همکاری کند. یک دوره چهار هفته ای عملیات پنهانی دید و حقوق ۱۵۰۰ لیره لبنان معادل ۴ هزار تومان برای او قرار دادند و وعده پشتیبانی مالی بیشتر را هم به او دادند. وی در سال ۱۳۳۸ شمسی-۱۹۵۹ میلادی در سن ۳۱ سالگی روانه لبنان شد. ابتدا با سرتیپ ناصری وابسته نظامی ایران در لبنان کار می‌کرد، ولی پس از مدتی تیمور بختیار دستور داد مستقیماً با خودش در ارتباط باشد. مقامات لبنانی هم که دریافته بودند درگیریهای ۱۹۵۸ زیر سر عبدالناصر است سعی داشتند شیعیان لبنان را متمرکز کنند و از صدر پشتیبانی می‌کردند که شیعیان به‌همراه مارونیها و مسیحیان یک قدرتی در برابر سنی‌های طرفدار عبدالناصر بشوند و در مجلس لبنان یک اکثریتی به‌دست بیاورند. بدین ترتیب مقامات لبنان با تصویب مجلس بودجه ای هم در اختیار موسی صدر قرار دادند تا مجلس عالی شیعیان لبنان را تأسیس کند. کاری که در نهایت پس از ۸ سال یعنی در ۱۹۶۸ انجام شد و بنای مجللی در «حازمیهٔ» لبنان برای آن خریدند.

### دستگیری تیمور بختیار در لبنان
موسی صدر تا زمانی که بختیار رئیس ساواک بود با آن نهاد همکاری کرد ولی وقتی بختیار تبعید شد همکاری خود را قطع کرد و به گروه مخالفان و تیمور بختیار پیوست. ارتباط موسی صدر با تیمور بختیار پس از تبعید بختیار به ژنو ادامه پیدا کرد و بختیار برای دیدن او و مخالفان شاه به لبنان می‌رفت. بختیار بین سالهای ۱۹۶۵–۱۹۶۷ معادل ۱۳۴۴–۱۳۴۶ هفت مرتبه به لبنان رفت. در این اثنا تیمور بختیار در یکی از سفرهای خود در ۲۳ فروردین سال ۱۳۴۷–۱۲ آوریل ۱۹۶۸ (به تصمیم مقامات لبنان و به ظاهر به‌دلیل اسلحه ای که در سفرهای قبلی نیز همیشه به‌همراه داشت!) دستگیر شد و به زندان افتاد. در جهت به دست آوردن تیمور بختیار، حکومت شاه پول هنگفتی در حد چند میلیون دلار را بین مسئولانِ عموماً رشوه خوارِ لبنانی شامل رئیس‌جمهور - رئیس مجلس و دادستان تقسیم کرده بود. برای این منظور حتی هواپیمایی از ایران برای بردن او فرستادند. تا جایی که دولت ایران رسماً در ۲۳ اردیبهشت ۱۳۴۷ از دولت لبنان خواست بختیار را که در ایران به خیانت متهم شده بود به ایران تحویل بدهد. نفوذ موسی صدر بقدری در لبنان زیاد شده بود که برخلافِ تمامیِ این تلاشها توانست تیمور بختیار را از زندان آزاد کند. . این اتفاق باعث عصبانیت شاه شده و دستور داد سفارت ایران در لبنان تعطیل شود. حتی اثاثیه آن را نیز حراج نمود و بدین سان رابطه موسی صدر با شاه تا چند سال قطع گردید.

### ارتباط مجدد صدر با شاه
در سال ۱۹۷۱–۱۳۵۰ آشتیانی سفیر ایران در لبنان شد و با صدر نسبت فامیلی داشت و مجدداً ارتباط صدر با شاه برقرار شد و صدر به دیدار شاه رفت و از آنجائیکه خوش‌برخورد بود شاه به او قول داد ۳۰ میلیون دلار برای تأسیس دانشگاه شیعه و بیمارستان در لبنان کمک کند. در سال ۱۹۷۲–۱۳۵۱ صدر برای افتتاح مسجد مونیخ که توسط قذافی تأمین مالی شده بود می‌رود و در آنجا حرفهایی علیه سلطنت می‌زند که بگوش شاه می‌رسد و او تأمین ۳۰ میلیون دلار را متوقف می‌کند آشتیانی را هم بازنشسته می‌کند.

### ارتقای فرهنگی و محرومیت زدایی شیعیان لبنان
صدر از زمستان سال ۱۳۳۸ و هم‌زمان با آغاز فعالیت‌های دینی و فرهنگی خود در مناطق شیعه‌نشین لبنان، مطالعاتی به منظور ریشه‌یابی عوامل عقب ماندگی اجتماعی، اقتصادی و فرهنگی شیعیان انجام داد. سپس برنامه‌های کوتاه مدت، میان مدت و بلندمدتی از اواسط سال ۱۳۳۹ طراحی و اجرا شد.

#### برنامه کوتاه مدت
صدر در زمستان سال ۱۳۳۹ و پس از تجدید سازمان جمعیت خیریه «البر و الاحسان»، با تنظیم برنامه‌ای جهت تأمین نیازهای مالی خانواده‌های بی‌بضاعت، ناهنجاری تکدی را از سطح شهر صور و اطراف آن برانداخت.

#### برنامه میان مدت
وی در فاصله سال‌های ۱۳۴۰ تا ۱۳۴۸ و در چارچوب برنامه‌ای میان مدت، با طی سالانه هزارها کیلومتر در میان شهرها و روستاهای لبنان، ده‌ها جمعیت خیریه و مؤسسات فرهنگی و آموزش حرفه‌ای را راه‌اندازی نمود که حاصل آن کسب اشتغال و خودکفایی اقتصادی هزاران خانواده بی‌بضاعت، کاهش درصد بی‌سوادی، رشد فرهنگ عمومی و به اجرا درآمدن صدها پروژه کوچک و بزرگ عمرانی در مناطق محروم آن کشور بود.

#### برنامه دراز مدت
در تابستان سال ۱۳۴۵ و پس از اجتماعات چند روزه شیعیان لبنان در بیعت با او، از حکومت لبنان درخواست کرد تا همانند دیگر طوائف مجلسی نیز طایفه شیعه آن تأسیس شود. مجلس اعلای شیعیان که نخستین بخش از برنامه بلندمدت صدر به‌شمار می‌رفت، در اول خرداد سال ۱۳۴۸ تأسیس و خود او با اکثریت آراء به ریاست آن انتخاب شد.

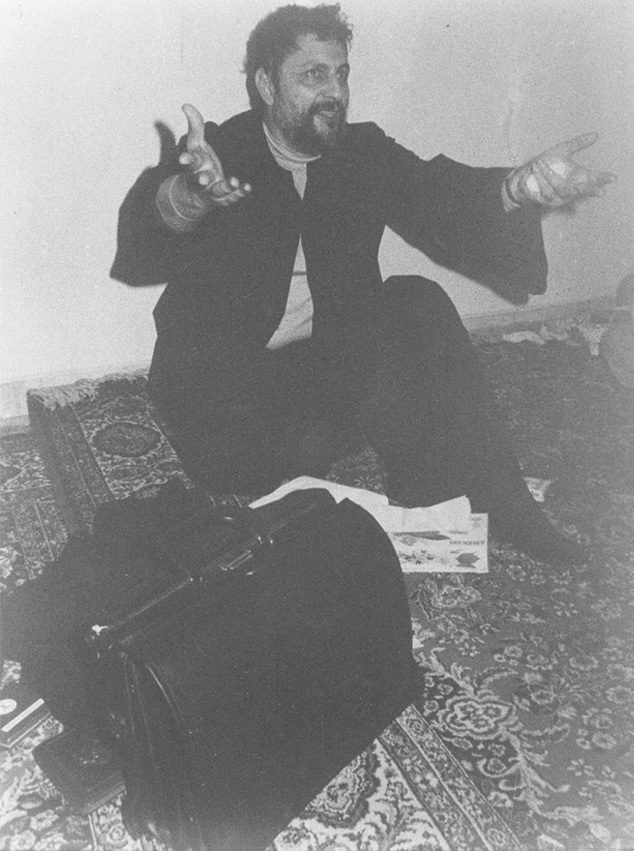
اعتصاب غذای سه روزه موسی صدر در مسجد صفای بیروت در اعتراض به جنگ داخلی لبنان

فقر فرهنگی پیش از آغاز فعالیت صدر به حدی بود که برخی از مسلمانان لبنان مراسم عقد و ازدواج و ترحیم خود را در کلیسا بر پا می‌کردند و امواتشان را در گورستان‌های مسیحیان دفن می‌کردند. صدر با تأسیس مراکز آموزشی شیعیان حرکتی را آغاز کرد.

#### تأسیس جنبش امل
وی با تأسیس جنبش امل سعی در ترسیم خط و مشی مستقل الهام گرفته از آداب تشیع، ایمان و اخلاص در عمل و صدق در عقیده و گفتار، بازگشت به اصل خویشتن، زدودن آثار محرومیت و پیشرفت شیعیان لبنان کرد.

#### تأسیس جنبش محرومین
صدر از بهار سال ۱۳۴۸ تا اواسط زمستان سال ۱۳۵۲ برای پروژه‌های زیربنایی در مناطق شیعه‌نشین و محروم با دولت لبنان گفتگو کرد. در پی امتناع دولت، «جنبش محرومین»(به عربی: حركة المحرومين) در اوایل سال ۱۳۵۳ به رهبری موسی صدر شکل گرفت و راهپیمایی‌های مردمی عظیمی در شهرهای بعلبک، صور و صیدا علیه دولت به وقوع پیوستند.

#### تأسیس مدرسه صنعتی جبل عامل
در مهر ۱۳۴۸ مدرسه صنعتی جبل عامل به مدیریت مصطفی چمران آغاز به کار نمود.

#### اقدامات برای صلح
اوج‌گیری بحران خاورمیانه، صف‌آرایی احزاب افراطی مسیحی در برابر مقاومت فلسطینی و به لبنان کشیده شدن برخی اختلافات جهان عرب، صدر را بر آن داشت تا برای حفظ ثبات کشور و ممانعت از سرکوبی فلسطینیان، توده‌های مردم را موقتاً از عرصه رویارویی با دولت کنار کشاند و پیگیری مطالبات شیعیان را تا آمدن رئیس‌جمهور بعد به تأخیر اندازد. او در سال ۱۳۵۴ مجدداً با اکثریت آراء به ریاست مجلس اعلای اسلامی شیعیان برگزیده شد. با آغاز جنگ داخلی لبنان در فروردین سال ۱۳۵۴، تمامی تلاش‌های موسی صدر صرف پایان دادن به این بحران شد. وی در خرداد آن سال در مسجد عاملیه بیروت اعتصاب کرد و به پشتوانه مشروعیت مردمی و مقبولیت وسیع و شخصیت کاریزماتیک خود آرامش را به لبنان بازگردانید. با شروع مجدد جنگ صدر در اردیبهشت ۱۳۵۵ از حافظ اسد خواست با اعزام نیروهای سوری به لبنان، موازنه قوا و آرامش را به این کشور بازگرداند. وی اقدام به حل اختلافات مصر با سوریه و متعاقب آن برپایی کنفرانس ریاض در مهر ۱۳۵۵ کرد و باعث آرامشی شد که تا زمانی که صدر در لبنان بود ادامه پیدا کرد.

### گفتگوی ادیان
صدر از زمستان ۱۳۳۸ با طرح شعار «گفتگو، تفاهم و همزیستی»، پایه‌های روابط دوستانه و همکاری را با مطران یوسف الخوری، مطران جرج حداد، شیخ محی الدین حسن و دیگر رهبران دینی مسیحی و اهل سنت لبنان بنا نهاد. در دو دهه حضور صدر در لبنان، هیچ مراسم سرور یا اندوهی از شیعیان نبود که در آن شرکت جوید و تنی چند از فرهیختگان مسیحی و اهل سنت همراه وی نباشند. حمایت صدر از بستنی فروش مسیحی در اوایل تابستان سال ۱۳۴۱ در شهر صور و فتوای وی مبنی بر طهارت اهل کتاب، توجه محافل مسیحی لبنان را جلب کرد.

#### عضویت در جنبش حرکت اجتماعی
در اواخر تابستان ۱۳۴۱ مطران گریگوار حداد به شهر صور آمد و از صدر برای عضویت در هیئت امناء «جنبش حرکت اجتماعی» دعوت کرد.

#### حضور در مراسم مسیحیان
از اواخر سال ۱۳۴۱ حضور گسترده موسی صدر در کلیساها، دیرها و مجامع دینی و فرهنگی مسیحیان آغاز شد. سخنرانی‌های صدر در دیرالمخلص واقع در جنوب، و کلیسای مارمارون در شمال لبنان طی سال‌های ۱۳۴۱ و ۱۳۴۲، تأثیراتی بر مسیحیان آن کشور بر جای نهاد.وی در زمستان سال ۱۳۵۳ خطبه‌های عید موعظه روزه را در حضور شخصیت‌های مسیحی لبنان در کلیسای کبوشیین بیروت ایراد نمود و اگر آتش جنگ داخلی شعله‌ور نمی‌شد، در پی آن بود تا کاردینال مارونی لبنان را برای ایراد خطبه‌های یکی از نمازهای جمعه شهر بیروت دعوت نماید.

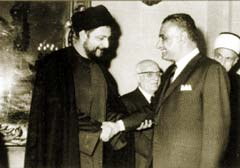
دیدار جمال عبدالناصر و موسی صدر، سال۱۹۷۰ در کنفرانسی در قاهره

#### ارتباط با دیگر کشورها
صدر در تابستان سال ۱۳۴۲ و طی سفری دوماهه به کشورهای شمال آفریقا، طرحی نو برای هم‌فکری مراکز اسلامی مصر، الجزایر و مغرب با حوزه‌های علمیه شیعه لبنان ارائه داد.

#### گفتگوهای الندوه اللبنانیه
وی در بهار سال ۱۳۴۴، نخستین دور سلسله گفتگوهای اسلام و مسیحیت را با حضور بزرگان این دو دین در مؤسسه فرهنگی «الندوه اللبنانیه» به راه انداخت.
وی پس از جنگ شش روزه اعراب و اسرائیل در سال ۱۳۴۶ به دیدار پاپ رفت و نشستی که ابتدا نیم‌ساعت پیش‌بینی شده بود، به تقاضای پاپ بیش از دو ساعت به درازا کشید.

#### عضویت در مرکز اسلام‌شناسی استراسبورگ
موسی صدر از سال ۱۳۴۷ به عضویت مرکز اسلام‌شناسی استراسبورگ درآمد و از رهگذر هم‌فکری و ارائه سمینارهایی در آن، زمینه انتشار آثاری همچون «مغز متفکر جهان شیعه» را فراهم کرد.

#### عضویت در مجمع البحوث الاسلامی
صدر در بهار سال ۱۳۴۸ پس از افتتاح مجلس اعلای شیعیان، از شیخ حسن خالد مفتی اهل سنت لبنان دعوت کرد تا با هم‌فکری یکدیگر برای وحدت در شعائر، اعیاد و فعالیت‌های اجتماعی طوائف اسلامی تدبیری بیندیشند. وی در همین خصوص طرح مدونی را در اجلاس سال ۱۳۴۹ «مجمع بحوث اسلامی» در قاهره ارائه کرد و متعاقب آن به عضویت دائم این مجمع درآمد.

#### تأسیس کمیته دفاع از جنوب
موسی صدر در سال ۱۳۴۹ رهبران مذهبی مسلمانان و مسیحیان جنوب لبنان را در چارچوب «کمیته دفاع از جنوب» گرد هم آورد تا برای مقاومت در برابر تجاوزات اسرائیل چاره‌اندیشی کنند.

#### برنامه‌ریزی برای تأسیس جبهه فراگیر ملی در لبنان
صدر در زمستان سال ۱۳۵۵ و در جمع سردبیران جراید بیروت، با پیش‌بینی حذف فاصله‌ها و روند جهانی شدن در اواخر قرن بیستم، قرن بیست و یکم را قرن همزیستی پیروان ادیان، مذاهب، فرهنگ‌ها و تمدن‌های گوناگون نامید و بر رسالت تاریخی لبنان جهت ارائه الگویی موفق در این زمینه پای فشرد. موسی صدر در اواسط سال ۱۳۵۷ موفق شد رهبران مسلمان و مسیحی لبنان را جهت برپایی یک جبهه فراگیر ملی متقاعد نماید و حتی زمان تأسیس و نخستین گردهمایی آنان را برای پس از بازگشت خود از سفر لیبی مشخص نمود.

### تأسیس مقاومت لبنان

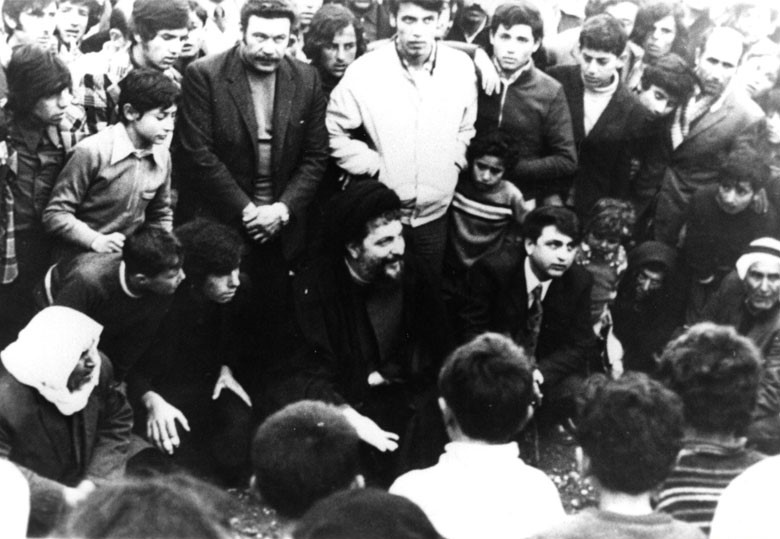
بازدید موسی صدر از مناطق بمباران شده جنوب لبنان

صدر از سال ۱۳۴۳ و یک سال پیش از تأسیس فتح در پی تبدیل جامعه مصرفی لبنان به جامعه‌ای مقاوم در برابر تجاوزات آینده اسرائیل برآمد. در بهار سال ۱۳۴۴ گروهی از جوانان شیعه را به مصر اعزام نمود تا در دوره‌ای شش‌ماهه فنون نظامی را فرا گیرند. با بازگشت این جوانان که نخستین کادرهای مقاومت لبنان بودند، عملیات ایذایی مشترک رزمندگان فلسطینی لبنانی در شمال اسرائیل آغاز گردید. بخش اعظم نیروهای رزمنده از جوانان شیعه لبنان و فرماندهی عملیات بر عهده رزمندگان فلسطینی بود. این نوع عملیات مشترک تا اوایل سال ۱۹۷۲ ادامه یافت. در پی بمباران جنوب لبنان توسط اسرائیل در سال ۱۳۴۹ و عدم واکنش مناسب دولت وقت، اعتصابی بی‌سابقه به دعوت صدر لبنان را فرا گرفت به گونه‌ای که دولت را بر آن داشت برای بازسازی مناطق جنگی و برپایی پناهگاه‌ها مجالس جنوب را تأسیس نماید. از اوایل سال ۱۳۴۱ عملیات جوانان شیعه در اسرائیل شکلی مستقل به خود گرفت. هر چند تا سال‌ها پس از آن نیز به صلاح‌دید صدر، افتخار آن به نام «نیروهای مخصوص جنبش فلسطینی فتح» ثبت می‌شد. در شهریور سال ۱۳۵۱ و کمتر از ۲۴ ساعت پس از اشغال ۴۸ ساعته دو روستای «قانای جلی» و «جویا» به دست سربازان اسرائیلی، نشست فوق‌العاده مجلس اعلای اسلامی شیعیان با حضور تمامی اعضاء در روستای جویا برگزار گردید، و از همان روز نخستین بذرهای «مقاومت لبنان» توسط صدر پاشیده شد. یک ماه پس از این حادثه و به هنگام حمله نیروهای اسرائیلی به روستای «فاووق» در جنوب لبنان، نخستین عملیات غیررسمی مقاومت لبنان به اجرا درآمد که حاصل آن چند کشته و مجروح اسرائیلی بود. از پاییز سال ۱۳۵۱ آموزش نظامی جوانان شیعه شتاب گرفت. نخستین کشتهٔ مقاومت لبنان «فلاح شرف الدین» مؤذن چهارده ساله مدرسه صنعتی جبل عامل بود که در زمستان ۱۳۵۲ و پس از کشتن چند تن از سربازان اسرائیلی، در روستای مرزی «بنت جبیل» کشته شد. در خرداد سال ۱۳۵۴ و به دنبال وقوع انفجاری در اردوگاه نظامی عین البنیه در کوه‌های بقاع که به کشته شدن ۲۷ تن از جوانان شیعه انجامید، صدر رسماً ولادت «گروه‌های مقاومت لبنان» را اعلان کرد. با پایان یافتن جنگ داخلی لبنان و انتقال دامنه ناآرامی‌ها به جنوب، واحدهای مقاومت لبنان رسماً در نقاط استراتژیک مناطق مرزی مستقر شدند. نخستین عملیات بزرگ مقاومت لبنان علیه تجاوزات اسرائیل در اواخر ۱۳۵۵ صورت گرفت که به آزادسازی شهرک‌های «طیبه» و «بنت جبیل» منجر گردید. صدر نخستین شخصیتی بود که در زمستان ۱۳۵۶، طرح سازش‌کارانه توطین پناهندگان فلسطینی در جنوب لبنان را افشا و از تحقق آن جلوگیری نمود. در حمله سال ۱۳۵۷ اسرائیل به جنوب لبنان و به‌رغم عقب‌نشینی احزاب چپ و گروه‌های فلسطینی، جوانان مقاومت لبنان و دانش آموزان مدرسه صنعتی جبل عامل در منطقه اشغالی باقی ماندند و به‌رغم امکانات اندک تا به آخر علیه اشغال‌گران ایستادگی کردند.

## موسی صدر و انقلاب ایران

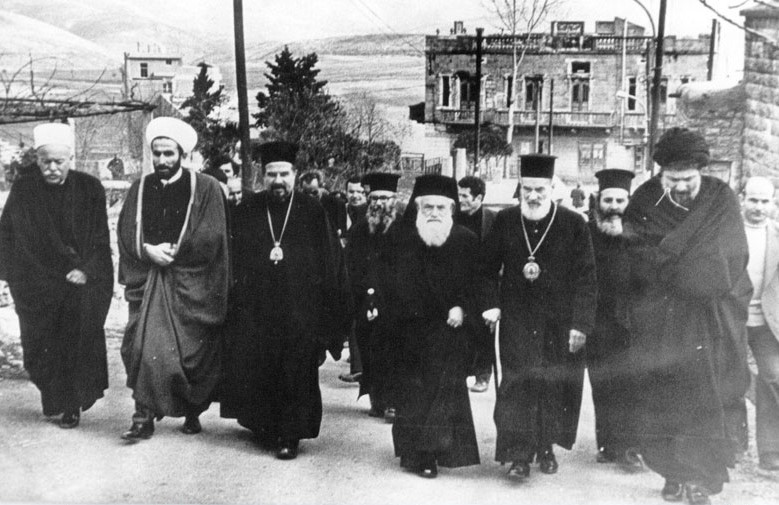
موسی صدر در بازدید هیئت یاری جنوب از مرجعیون

صدر از دیگر مسائل جهان اسلام غافل نبود. انقلاب اسلامی ایران، امنیت حوزه‌های علمیه، اتحادی عربی-اسلامی جهت مبارزه با اسرائیل و گسترش تشیع در آفریقای سیاه، مهم‌ترین دغدغه‌های خارج از لبنان وی را تشکیل می‌دادند.

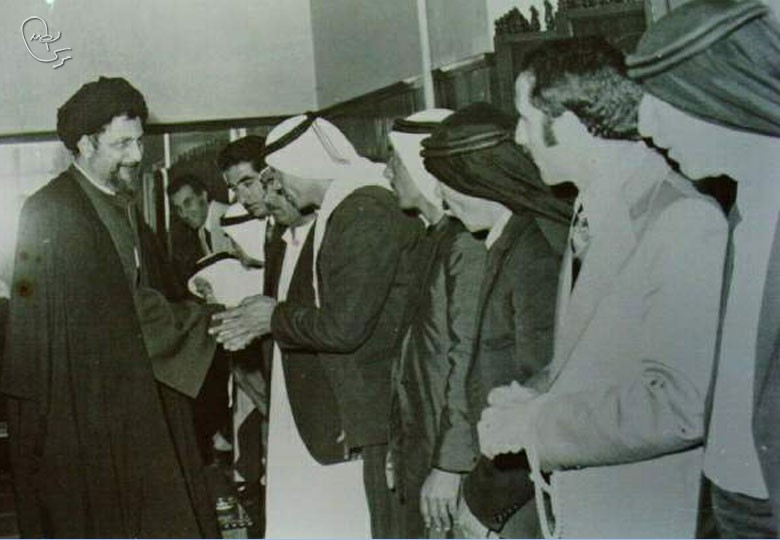
دیدار جمعی از عشایر با موسی صدر در مجلس اعلای شیعیان لبنان

در پی دستگیری روح‌الله خمینی در ۱۳۴۲، صدر راهی اروپا و شمال آفریقا شد تا از طریق واتیکان و الازهر، شاه را برای آزادسازی ایشان تحت فشار قرار دهد. با آزاد شدن خمینی در پایان این سفر، ابوالقاسم خویی تصریح نمود که این آزادی بیش از هر چیز مرهون سفر صدر بوده است. در پی تبعید خمینی به ترکیه در پاییز سال ۱۳۴۳، صدر اقدامات مشابهی را انجام داد تا ضمن تأمین امنیت خمینی، ترتیبات انتقال او به عتبات عالیات را فراهم سازد. در نیمه دوم دهه چهل و پس از آماده شدن نخستین کادرهای نظامی مقاومت لبنان، ده‌ها تن از جوانان مبارز ایرانی به لبنان آمدند و زیر نظر آنان فنون نظامی را فرا گرفتند.
در زمستان ۱۳۵۰ و بر اساس تقاضای مراجع وقت، موسی صدر دربارهٔ برخی زندانیان سیاسی با شاه گفتگو نمود که بعضی از آنان از جمله هاشمی رفسنجانی، اندکی بعد از زندان آزاد شدند. با به قدرت رسیدن حافظ اسد در سال ۱۳۵۰ و آغاز همکاری‌های تنگاتنگ وی با صدر، سوریه به امن‌ترین کشور خاورمیانه برای مبارزان ایرانی بدل شد. صدر در تابستان ۱۳۵۶ با اقامه نماز، تدفین و برپایی مراسم چهلمین روز درگذشت علی شریعتی در بیروت، از سست شدن پیوند جوانان تحصیلکرده با روحانیت جلوگیری به عمل آورد.
به دنبال درگذشت مصطفی خمینی در پاییز سال ۱۳۵۶، وی پسرعموی خود سید محمد باقر صدر را بر آن داشت تا بیش از پیش به حمایت از خمینی برخیزد.

### ادعای مسئول پیشین ساواک در سوریه و سفیر پیشین ایران در اردن و لبنان در خصوص موسی صدر و فعالیت برای انقلاب ایران با پولهای قذافی
سرلشکر قدر (مسئول پیشین اداره کل دوم (اطلاعات خارجی) ساواک، مسئول پیشین ساواک در سوریه و سفیر پیشین ایران در اردن و لبنان) در خاطراتش بر این ادعا است که: «موسی صدر با پولهایی که از قذافی و سعودیها و دیگران می‌گرفت یک عمارت چهارطبقه در خیابان کندی پاریس خرید و آن را به مرکز تبلیغات تبدیل کرد. … صدر فساد مالی نداشت و پولها را در جهتی که قول داده بود خرج می‌کرد ولی بسیار خوشگذران و بسیار عیاش بود و به‌همراه قطب زاده در پاریس داستانهایی داشتند و دوستی آنها از بعد سیاسی فراتر می‌رفت. ـ ا موسی صدر از ۱۳۵۶ به همراه خانواده خود در پاریس اقامت داشت. ملیحه صدر می‌گوید آنها قبل از رفتن به پاریس در اوائل دهه هفتاد در آنجا دوستانی داشته‌اند احتمالاً یکی از آنها قطب زاده بوده است.

در برابر این ادعا عباس ویلیام سمیعی، از اندیشکدهٔ سیاسی هوور دانشگاه استنفورد دربارهٔ سرلشکر قدر می‌نویسد «او معمولاً مخالفان خود را با بهره‌گیری از هنر ایرانی پرونده‌سازی یعنی ساخت پرونده‌ای از اطلاعات شخصی واقعی و جعلی که می‌تواند علیه دشمنان مورد استفاده قرار گیرد، نابود می‌کرد».

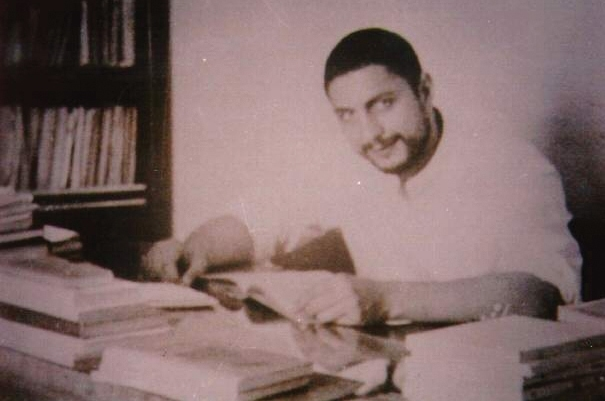
موسی صدر در حال مطالعه در جوانی

### دیدار صدر با سران عرب در مورد انقلاب ایران
صدر در ۱۳۵۷ در دیدار با رهبران سوریه، عربستان سعودی اهمیت انقلاب اسلامی ایران، پیروزی قریب‌الوقوع آن و ضرورت هم‌پیمانی آنان با این انقلاب را به آن‌ها گوشزد نمود. وی در شهریور ۱۳۵۷ و یک هفته پیش از ربوده شدنش، با انتشار مقاله «ندای پیامبران» در روزنامه لوموند، خمینی را به عنوان تنها رهبر انقلاب اسلامی ایران معرفی کرد. موسی صدر قریب دو دهه عموم مردم، خصوصاً شیعیان و کادرهای مقاومت آن کشور را با این انقلاب آشنا و مرتبط نمود. شیعیان قریب چهل سال در پی جایگاه به فراموشی سپرده شدهٔ خود در لبنان بودند. قدرت سیاسی حال حاضر شیعیان لبنان به عنوان جامعه‌ای آگاه و دارای اعتماد به نفس مدیون مجاهدت‌های موسی صدر است.

## آثار
از صدر در زمان حضورش هیچ کتابی منتشر نشده است و کتاب‌های کنونی او حاصل جمع‌آوری سخنرانی‌ها، مقالات و بیانیه‌های وی در مجامع و جلسات مختلف در ایران و لبنان است که مؤسسه فرهنگی تحقیقاتی سید موسی صدر به صورت کتاب و فایل‌های صوتی منتشر کرده است.

### زندگینامه خودگفته
کتاب «آنچه خود گفت» (عربی: کلمة هو قائلها‎) اتوبیوگرافی صدر است که نخستین بار در سال ۲۰۲۰ در لبنان منتشر شد. این زندگینامه، متن پیاده شده مصاحبه ۱۱۰ دقیقه‌ای صدر با مونا مکی، یکی از دانشجویان دانشگاه سوربن در نیمه دوم دهه هفتاد میلادی است که پایان‌نامه‌اش دربارهٔ صدر بوده است. این مصاحبه حدود یک سال پیش از ناپدیدسازی اجباری صدر در لیبی و در میانه جنگ داخلی لبنان ضبط شده است.

### مجموعه آثار
«گام به گام با امام موسی صدر» نام مجموعه گفتارها، مصاحبه‌ها و مقالات صدر از هنگام ورود به لبنان در سال ۱۹۵۸ تا هنگام ناپدیدسازی اجباری او در سال ۱۹۷۸ است. جمع‌آوری و تدوین این مجموعه از سال ۱۹۹۱ به سرپرستی یعقوب ضاهر در لبنان آغاز شد و جنبش أمل آن را در سال ۲۰۰۰، در دوازده جلد و با عنوان «مسیرة الإمام السید موسی الصدر» منتشر ساخت. مؤسسه فرهنگی تحقیقاتی امام موسی صدر ترجمهٔ این مجموعه را از سال ۱۳۸۶ شمسی آغاز کرد و با افزودن نوشتارها و گفتارهای فارسی صدر و ترجمهٔ اضافات ویرایش دوم چاپ عربی این مجموعه را در ۱۲ جلد و نزدیک ۵ هزار صفحه در سال ۱۳۹۶ به چاپ رساند. نسخه کاغذی و همچنین متن کامل این آثار به صورت آزاد در اینترنت در دسترس است. در مراسم سی‌وششمین دوره جایزه کتاب سال از این کتاب تقدیر شد.

## شاگردان
موسی صدر در طول زندگی حوزوی خود شاگردان برجسته‌ای را تربیت کرد که معروف‌ترین آنان در ایران یوسف صانعی و هاشمی رفسنجانی و در لبنان سیدعباس موسوی دبیرکل سابق حزب‌الله لبنان است.

## سرنوشت
صدر در ۳ شهریور سال ۱۳۵۷ به دعوت معمر قذافی وارد لیبی شد و در روز ۹ شهریور ربوده شد. دستگاه‌های قضایی لبنان و ایتالیا و تحقیقات واتیکان، ادعای لیبی مبنی بر خروج صدر از آن کشور و ورود او به رم را تکذیب کردند. مجموعه اطلاعات گواه آن‌اند که صدر هرگز خاک لیبی را ترک نگفته است. به علاوه نه صدر و نه هیچ‌یک از همراهانش در سفر لیبی تماسی با خانواده خود نداشته‌اند و خبری از حضور او در لیبی در نشریات روز منتشر نشده است.

### شواهد کشته شدن موسی صدر
- سرلشکر منصور قدر، سفیر ایران در لبنان در آن دوران، معتقد است که سوریه (حافظ اسد) که لبنان را جزوی از شامات می‌دانسته و با استقلال لبنان مخالف بوده (هرگز سفیری در لبنان نداشته و از لبنان هم سفیری قبول نکرده و ارتش سوریه نیز ده‌ها سال لبنان را در اشغال داشت) دشمن اصلی صدر بوده است ولی به‌دلیل علوی بودن از کشتن او حذر می‌کرده است و ترجیح می‌داده اینکار به‌دست قذافی که وی نیز به‌دلیل پرداخت ۱۲ میلیون دلار به صدر برای فعالیتهای ضد اسرائیلی طلبکار بوده است انجام شود. قذافی توقع داشته با پرداخت این پول صدر به‌عنوان مأمور او عمل کند ولی صدر پس از یک عملیات توسط امل که منجر به کشته شدن ۱۱ نفر از نیروهای سازمان ملل می‌شود متوجه شده کلا از فعالیتهای نظامی کناره می‌گیرد. قذافی در سفر موسی صدر او را مورد مؤاخذه قرار می‌دهد و با پاسخ تند صدر مواجه می‌شود و دستور قتل او و دو همراه او را می‌دهد. سه نفر لیبیایی با گذرنامه‌های آنها به فرودگاه رم پرواز می‌کنند و گذرنامه‌ها مهر می‌خورد و آن سه نفر متواری می‌شوند. از اینجا به بعد روایتها همه متناقض می‌شوند.[۳۷]
- احمد رمضان‌پور نرگسی یکی از نزدیکان معمر قذافی روز چهارشنبه ۱۳۹۰/۸/۱۸ طی مصاحبه‌ای با شبکه خبری الهلال، پیروزی مخالفان معمر قذافی با وی را دوباره بازگو کرد. وی معتقد است که موسی در سفرش به لیبی در سال ۱۳۵۷ بعد از ملاقاتش با قذافی، به دستور قذافی کشته شده است.[۳۸] وزیر اطلاعات قذافی در شهریورماه ۱۳۹۱ اعلام کرد که موسی بلافاصله پس از مشاجره با قذافی، کشته و در حومه پایتخت دفن شده است.[۳۹] البته خانوادهٔ صدر هرگز این ادعا را نپذیرفتند و همچنان به پیگیری حقوقی و قانونی خود ادامه می‌دهند. قاضی پرونده حسن الشامی دبیر کمیته پیگیری گم شدن موسی در تاریخ ۱۰ شهریور ۱۳۹۹ در نامه‌ای از تلاش‌های گروهش برای یافتن ابراز امیدواری کرد و گفت: ما فقط و فقط زندان فعلی امام موسی صدر را پیدا نکرده‌ایم.[۴۰]
- در سال ۱۳۹۰ و پس از سرنگونی قذافی در لیبی گزارش‌هایی مبنی بر مرگ موسی صدر منتشر شد. سایت آینده به نقل از علینقی کنی نوشت که او از سوی محمدرضا شاه مأمور پیگیری وضعیت موسی صدر بوده ولیکن در ملاقاتی انور سادات به او می‌گوید که به دلیل دیوانه بودن قذافی و امکان دست زدن به هر اقدام خطرناکی از سوی او، سرویس اطلاعاتی مصر بر لیبی تسلط دارد و سید موسی صدر نیز با توجه به این اطلاعات به دستور قذافی اعدام شده و جسد وی نیز در یک بلوک بتونی به قعر اقیانوس فرستاده شده است.[۴۱]
- عبدالمنعم الهونی نماینده شورای انتقالی لیبی در قاهره نیز ضمن تأیید این امر دلیل واقعه را اعلام کرد: قذافی مدعی آگاهی از همه امور سیاسی و دینی بود. در طول یک دیدار قذافی به مذهب تشیع پرداخت و در آن تشکیک کرد و پاسخ موسی صدر نیز شدید بود و او قذافی را به ناآگاهی از علوم دینی اسلام به صورت کلی و همچنین ناآگاهی از مذهب شیعه و سنی متهم کرد. پس از آن قذافی به موسی صدر دشنام داد و صدر نیز در مقابل قذافی را به خیانت و مزدوری متهم کرد. پس از این جریان بود که قذافی فرمان قتل موسی صدر را صادر کرد.[۴۲]
- حسنی مبارک، رئیس‌جمهور مخلوع مصر در مارس ۲۰۱۲ در روزنامه مصری «روز الیوسف» مدعی شد که سرهنگ قذافی، سید موسی صدر را در لیبی پس از یک مشاجره کشته است. مبارک در یادداشت‌های خود می‌نویسد:قذافی سید موسی صدر را به شام دعوت کرد و در آن هنگام نوار صوتی‌ای را برای وی پخش کرد که از مصر به دست او رسیده بود. در این نوار صوتی سید موسی صدر انور سادات را تهدید کرده بود که لیبی را به سرنوشتی چون لبنان دچار خواهد کرد و پس از آن مشاجره‌ای کلامی بین سید موسی صدر و قذافی درگرفت. در آن زمان بود که قذافی و نیروهایش سید موسی صدر و همراهانش را مورد ضرب و شتم قرار دادند. قذافی بعد از این حادثه دستور کشتن فوری سید موسی صدر را صادر کرد. اما پیش از آن به زیردستان خود دستور داد ابزار شکنجه را حاضر کنند و خود شخصاً سید موسی صدر را شکنجه داد. سید موسی صدر پس از ۴ ساعت شکنجه از هوش رفت. قذافی در نهایت به زیردستان خود دستور داد، سید موسی صدر و همراهانش را به قطعه‌های سنگین آهنی بسته و آنان را به داخل دریای مدیترانه و در آخرین منطقه مرزی آب‌های لیبی بیندازند.[۴۳]
- سید محمد کاظم موسوی بجنوردی در مصاحبه با حسین دهباشی می‌گوید وی از یاسر عرفات در سفرش به ایران در مورد سرنوشت موسی صدر پرسیده است. عرفات در پاسخ گفته که وی کشته شده است.[۴۴] البته در یک جای دیگر از عرفات این‌طور نقل می‌شود که قذافی صدر را ابتدا فقط زندانی می‌کند و صدر تا زمان پیروزی انقلاب در ایران، زنده نگه داشته شده بود؛ و تنها پس از هماهنگی با بهشتی در بعد از انقلاب بود که قذافی فرمان قتل صدر را داد.[۴۵]
- جلال‌الدین فارسی در گفتگوی اختصاصی با خبرگزاری فارس گفت: «آقای موسی صدر پیش از پیروزی انقلاب که من در لبنان حضور داشتم و انقلابیون دور من بودند نه دور او، با شاه رابطه خوبی داشت. ایشان می‌گفت که ما باید با مسیحیان متحد شویم و یک آخوند به کلیسا برود و یک کشیش نیز در مسجد پیش‌نماز شود. وقتی چنین حرفی را زد، باید علیه او قیام می‌شد. ایشان باید به خاطر این حرف کشته می‌شد اما ما دیدیم که ارزشی ندارد؛ هرچند قذافی او را کشت. قذافی به نهضت‌های انقلابی و ضد استعماری کمک می‌کرد اما هرچه موسی صدر اقدام می‌کرد به او کمک نکرد. وقتی او را دعوت کردند او به آنجا رفت، من آنجا مراوده و از همه جزئیات اطلاع داشتم و در نهایت او را کشتند.»[۴۶]
- در مهرماه ۱۳۹۵ شیرین عبادی در مصاحبه با رادیو فردا بیان نمود:[۴۷]

خانواده امام موسی صدر یک بار آمدند به دفتر من و برای پیدا کردن او از من کمک خواستند. من با تعجب پرسیدم: چرا از من؟ عروس آقای خمینی، خواهرزاده موسی صدر بود. شما چرا از دستگاه‌های حکومتی کمک نمی‌گیرید؟ من سمتی ندارم. گفتند که وزارت امور خارجه و اصولاً حکومت ایران می‌گوید روابط سیاسی را نمی‌توان فدای روابط خانوادگی کرد.
- خلیل الخلیل سفیر لبنان در ایران، گفته است: قذافی میلیون‌ها دلار پول به صدر داد که در راه مبارزه با اسرائیل به کار بندد ولی صدر چنین نکرد. قذافی از صدر خواسته بود که شیعیان لبنان با فلسطینی‌ها در راه مبارزه با اسرائیل همکاری کنند. از نظر قذافی صدر به قول خود عمل نکرده بود.[۴۵]
- علینقی کنی فرستاده شاه به منطقه (جهت جستجوی صدر) از جلسه‌ای که با شاهزاده سعودی فهد سخن می‌گوید که در آن فهد قتل صدر به‌دست قذافی را به درخواست عرفات از قذافی نسبت می‌دهد. به گفته فهد، عرفات معتقد بود صدر به نهضت فلسطین صدمه می‌زند.[۴۵]
- پرویز ثابتی می‌گوید: صدر و چمران ۵۰ میلیون دلار از قذافی گرفته بودند که توسط سازمان اَمَل در لبنان عملیات علیه اسرائیلی‌ها انجام دهند ولی کاری انجام نداده بودند. در ۱۹۷۸ قذافی به مناسبت دهمین سال انقلاب لیبی صدر را دعوت می‌کند و پس از یک برخورد بد به اطلاعاتی‌های خود دستور می‌دهد از او بازجویی کنند. صدر که تریاکی بوده در جریان بازجویی سکته می‌کند و قذافی مجبور می‌شود دو همراه او را نیز به قتل رسانده و اعلام کند آن‌ها توسط هواپیمای آلیتالیا به رم رفته‌اند.[۴۸]

### شواهد زنده بودن صدر
- در ۱۳ اردیبهشت ۱۳۸۰ سایت «جبهه نجات ملی لیبی» بر روی اینترنت نوشت که موسی صدر در اواخر سال ۱۳۷۶ توسط برخی زندان‌بانان زندان ابوسلیم شهر طرابلس مشاهده گردید و اندکی پیش از ماه رمضان گذشته به مکانی دیگر انتقال یافته است.
- یک منبع دیپلماتیک لیبیایی که از نظام معمر قذافی رهبر لیبی جدا شده است، به " الجزایر تایمز " گفت سید موسی صدر رهبر جنبش محرومان لبنان، هنوز در قید حیات است و زیر نظر دستگاه‌های امنیتی لیبی و در مکانی بسیار ویژه نگهداری می‌شود. همچنین صدرالدین صدر پسر موسی صدر اظهار داشته است:

«صدر به همراه محمد یعقوب و عباس بدرالدین همچنان زنده و اسیر معمر قذافی رهبر لیبی هستند و در مسئله ناپدید شدن پدرم و همراهان وی هیچ راز، معما و ابهامی وجود ندارد. مسئله ناپدید شدن صدر کاملاً مشخص است. پدرم و همراهانش همچنان پشت میله‌های زندان هستند.»
- مهدی فیروزان، خواهرزاده و داماد صدر گفت اخباری از برخی زندانیان آزاد شده در لیبی مبنی بر وجود وی در زندان منتشر نموده‌اند. خانواده صدر مرگ وی را تأیید نمی‌کنند و فکر می‌کنند که او در لیبی زندانی است.[۵۰][۵۱]
- محمد کرمی‌راد، عضو کمیته بررسی وضعیت موسی صدر در مجلس شورای اسلامی گفته است که بر اساس اسنادی که خانواده او در اختیار مجلس قرار داده‌اند قرائن و شواهد حاکی از زنده بودن صدر است و کسانی که با وی بوده‌اند، زنده بودن موسی صدر را تأیید کردند.[۵۰][۵۱]
- رباب صدر، در گفتگو با شبکه تلویزیونی المیادین گفت: «مقامات لیبیایی در سال‌های اخیر مایل بودند به توافقی با ما دست پیدا کنند که ما آن را نمی‌پذیرفتیم. آن‌ها پیشنهاد پرداخت پول در مقابل مختومه شدن پرونده ناپدید شدن سید موسی صدر را مطرح کردند. آن‌ها بارها تماس گرفتند ولی ما پیشنهاد را رد کردیم، ما پول‌پرست نیستیم».[۵۲][منبع بهتری نیاز است]
- در دسامبر ۲۰۲۴، پس از سقوط رژیم اسد و باز شدن در زندان‌ها، ادعا شد که موسی صدر در زندان صیدنایا زندانی بوده است.[۵۳] خانواده وی این ادعا را تکذیب کردند.[۵۴]

### اطلاع قبلی شاه از طرح حذف صدر

#### سال ۱۳۵۵
در تاریخ ۱۹/۸/۱۳۵۵ ساواک در تهران پذیرای کیمخی، معاون جدید سرویس اسرائیل، بود. او هنگام مذاکرات سری و رد و بدل کردن اطلاعات به رئیس ساواک، ارتشبد نصیری می‌گوید: «پیشنهاد کوچکی دارم، موسی صدر کارش تمام است… برای شما فرصت مناسبی است». از این رو در تاریخ ۲۹/۸/۱۳۵۵ نصیری برای جایگزینی صدر دستور می‌دهد: «... در مورد سید حسن شیرازی... یا شخص دیگری که واجد شرایط می‌باشد بررسی و نتیجه راساً از طریق آن اداره کل به عرض برسد». 

#### سال ۱۳۵۷
بنا به ادعای منصور قدر در تاریخ شفاهی بنیاد مطالعات ایران، در مرداد ۱۳۵۷ سرلشکر قدر سفیر ایران در لبنان در دیدار با حافظ اسد و برادرش رفعت اسد می‌رود. اطلاع می‌یابد که موسی صدر قرار است کشته شود.. اسد در این دیدار می‌گوید که سید موسی صدر تا تابستان آینده در صحنه سیاسی لبنان نخواهد بود. قدر با رساندن این پیام به شاه از برداشت شاه متوجه می‌شود که منظور اسد از این جملات تلاش برای به قتل رساندن موسی صدر است. سپس شاه از قدر می‌خواهد صدر را از این موضوع مطلع کند (جمله شاه: به‌نحوی سید احمق را حالی کن). قدر به لبنان می‌رود و در دوم شهریور با رابط خود بنام سید جعفر که معمولاً در خانه او با صدر ملاقات می‌کرده تماس می‌گیرد و می‌گوید میل دارم مطلب مهمی را به صدر بگویم. جعفر به او می‌گوید صدر فردا صبح عازم لیبی است. قدر معتقد است که صدر که دیده بوده کفه آخوندها سنگین شده دیگر حاضر به ملاقات با او نبوده است. تلاش‌های منصور قدر برای این اطلاع دادن به موسی صدر ناموفق بود.

### تلاش‌های محمدرضا شاه اطلاع یافتن از سرنوشت صدر
بنا به گفته علینقی کنی در کتاب سقوط بهشت، او که خود را از دوستان دوران کودکی صدر معرفی می‌کند، ادعا داشته که صدر با محمدرضا شاه در ارتباط بود. به عنوان مثال او طی نامه‌ای از لبنان به شاه قول کمک داده بود. صدر در آن نامه به شاه گفته بود که به جای او با خمینی صحبت خواهد کرد و ترتیبی می‌دهد که سیاست‌های شاه با اصول دینی تطبیق بیشتری داشته باشند. در آن نامه صدر کمک به شاه را مشروط به آوردن مهدی بازرگان و اعضای نهضت آزادی به دولت، به علاوه انحلال مجلس و برگزاری انتخابات آزاد کرده بود. صدر یک بار از علینقی کنی خواسته بود متن دروس خمینی در نجف در مورد ولایت فقیه را به دست شاه برساند. صدر خواسته بود این کتاب به تعداد زیاد تکثیر شود تا روشنفکران به شناخت واقعی از خمینی برسند. گفته می‌شود مقامات موساد در یک جلسه خصوصی با شاه در جزیره کیش به او پیشنهاد کردند برای مقابله با اپوزیسیون خارج از ایران از صدر در جنوب لبنان حمایت کند. سید حسین نصر از طرحی سخن به میان می‌آورد که می‌گوید آن را از علمای جوان قم و از حلقه علمای تهران شنیده است. بر اساس این نقشه قرار بود صدر برای تشکیل دولت دینی به ایران دعوت شود، شاه یک مقام صوری برای خود حفظ کند و در عوض خمینی برای درس و بحث به قم برود. به گفته نصر این نقشه با شاه و ملکه و نیز ژنرال‌های ارتش در میان گذاشته شده بود. در مقابل وقتی صدر ناپدید شد، شاه علینقی کنی را به کشورهای اطراف فرستاد تا از سرنوشت صدر کسب اطلاع کند. نتیجه صحبت کنی با مقامات مصر و عربستان حاکی از آن بود که قذافی صدر را کشته است.

### فرضیه‌های حذف
حذف ایشان می‌توانست برای برخی مفید باشد که رقیب محسوب می‌شدند: حافظ اسد، معمر قذافی، یاسر عرفات، روح‌الله خمینی، [حسینعلی منتظری]. 

### بازداشت هانیبال قذافی و اعتراف به محل زندان‌های صدر
هانیبال قذافی، فرزند کوچک معمر قذافی، ۱۱ دسامبر ۲۰۱۵ در اوج وخامت اوضاع داخلی سوریه، در این کشور ربوده شد و به نیروهای امنیتی لبنان تحویل داده شد. او که پس از سقوط پدرش تحت تعقیب اینترپل بود، از سوی دستگاه قضایی لبنان بازداشت شد. او به اطلاعات مهمی دربارهٔ حیات صدر و محل اسارت وی در زندان‌های مکتب النصر، جنزور و پایگاه هوایی سبها در دوره‌های مختلف منتهی به سال‌های سقوط قذافی اعتراف کرد. این اعتراف‌ها به شورای عالی قضایی لبنان ثابت کرد صدر دست کم تا سال ۲۰۱۱ همچنان زنده نگه داشته شده بوده است و هانیبال قذافی به صورت پسینی در ناپدیدسازی اجباری صدر دست داشته است. هانیبال از بازپرسانش خواست او را آزاد کنند تا اطلاعات تکمیلی را نیز بدهد اما آن‌ها به او یادآوری کردند که پنهان کردن اطلاعات دربارهٔ یک جرم، خود یک جرم مستقل است. او همچنان از بیان دانسته‌هایش دربارهٔ محل اسارت صدر و همراهانش سر باز زده است و چند بار به اعتصاب غذای تر در زندان مبادرت کرده.
تا هنگام نگارش این مقاله (اکتبر ۲۰۲۴) هانیبال هنوز در لبنان بازداشت است و میانجیگری‌های سوریه و میخائیل بوگدانف، نماینده ویژه روسیه برای آزادسازی او بدون مشخص ساختن سرنوشت موسی صدر به نتیجه نرسیده است.
دستگاه قضایی لیبی ۳۰ ژوئیه ۲۰۲۳ در نامه‌ای رسمی به دستگاه قضایی لبنان اعلام کرد آمادگی دارد در چارچوب تفاهمنامهٔ سال ۱۱ مارس ۲۰۱۴ لبنان و لیبی، اطلاعاتش را دربارهٔ پروندهٔ صدر در ازای آزادی هانیبال در اختیار دولت لبنان بگذارد. متعاقب این نامه، هیئتی رسمی در آغاز سال ۲۰۲۴ به لبنان سفر کرد اما هیچ اطلاعاتی همراه خود نداشتند و وعده دادند به زودی به لبنان بازخواهند گشت اما سفر بعدی هیچ‌گاه به انجام نرسید.

## اندیشه‌ها
موسی صدر دین را امری حاصل عقده‌های روانی نمی‌داند و منشأ دین را امری اصیل و ذاتی در انسان معرفی می‌کند. به نظر موسی صدر دیدگاه‌های دانشمندان دیگر دربارهٔ منشأ دین تغییر کرده است و این مسئله هنوز برجای باقی مانده که انسانی که دین را نمی‌شناخته، چرا به سوی دین تمایل پیدا کرده است. وی همچنین بر این باور است که دین و علم با یکدیگر به دنیا می‌آیند و در سرشت بشر زاده شده‌اند. از نظر صدر، هم دین و هم علم در پیوند دادن انسان با حقیقت و واقعیت نقش دارند؛ چرا که هردو سعی می‌کنند تا واقعیت و هستی را رمزگشایی و پرده‌نمایی کنند. از نظر صدر علم و دین در دوران کودکی و جوانی از بیماری خرافات و اساطیر رنج برده‌اند.
از نظر وی فقه به عنوان بخشی از دین باید در خدمت انسان‌ها باشد تا انسان‌ها را به سوی خداوند حرکت دهد. وی فقه را قانونی مقدس می‌دانست که برای حفظ و حراست از حقوق افراد در شرایط مختلف معین شده است. از نظر وی قانون مقدس با توجه به ویژگی‌های زمانی و مکانی صادر می‌شود و قانون است و فقیه باید در استنباط‌های خویش به عقل رجوع کند. وی بر اطلاع فقیه از ارزش‌های انسان و فهم درست انسان تأکید می‌کند. وی در کلیسای کبوشیه به این نکته اشاره کرده است که این ادیان هستند که در خدمت انسان هستند؛ نه این که انسان در خدمت ادیان باشد. انسان موجودی دارای اراده و انتخاب آزاد است. وی انسان را موجودی صاحب کرامت و دارای ارزش ذاتی می‌داند و تقدم انسان بر احکام و مناسک فقهی را قائل است. وی همچنین در زمینه اقتصادی بر این باور است که انسان مقدم بر هرگونه ابزار و سرمایه و وسیله اقتصادی است. در تفکر وی جهان هستی یک امر همگرا، متحد و هماهنگ است. وی تأکید زیادی بر اصل همگرایی در تفسیر هستی‌شناسی دارد. انسان نیز به عنوان جزئی از جهان هستی بر اساس اندیشه صدر، بایستی با دیگر انسان‌ها همگرایی داشته باشد. از نظر وی همچنین اساس و بنیاد هر دینی خداوند و معرفت به خداوند محسوب می‌شود. از نظر وی عبادت برای خدا و خدمت به رنج دیدگان بر روی زمین اموری جدایی‌ناپذیرند. از نظر وی میان ادیان الهی همچون مسیحیت و اسلام یگانگی وجود دارد و جدایی میان پیروان این دو دین اصلاً معنا ندارد.

### اندیشه وحدت اسلامی
موضوع وحدت اسلامی یا مسلمانان یکی از نقاط عطف در اندیشه‌های موسی صدر به‌شمار می‌آید. وی برای برقراری اندیشه اجتماع مسالمت‌آمیز فرقه‌ها و ادیان در کنار یکدیگر، اندیشه‌هایی چون حمایت از اصل همزیستی مسالمت‌آمیز و مبارزه با تجزیه کشور لبنان، بر رد هر گونه فرقه‌گرایی و مبارزه با تعصب‌های فرقه‌ای تأکید می‌کرد. وی برای نزدیکی و اتحاد میان مذاهب شیعه و سنی به یکی از مفتی‌های برجسته لبنان در همین راستا نامه‌ای نوشته است و خواستار اقدام عملی وی برای وحدت میان مذاهب شده است. وی شیعه و سنی را برآمده از دینی واحد می‌دانست که هیچ تناقضی میان آن‌ها وجود ندارد. وی علت اصلی عقب ماندگی مسلمانان را در نبود یک جامعه و سازمان منسجم برای هدایت مسلمان‌ها می‌دانست. وی به اختلاف به عنوان یک عامل حرکت و تکامل مسلمانان نگاه می‌کرد. او بر این باور بود که وحدت کلمه میان مسلمانان از دو راه امکان‌پذیر است: نخست از راه همسان کردن فقه و دیگری از طریق تلاش و کوشش مشترک.

### کنفرانس شیعه امامیه
از ۶ تا ۹ ماه مه سال ۱۹۶۸ کنفرانسی با موضوع شیعه امامیه با حضور ویلفرد مادلونگ، جرج واجدا، آرمان آبل، شارل پلا، ژرار لکنت، فرانچسکو گابریلی، کلود کائن، توفیق فهد، هانری کربن، ریچارد گراملیش، ایون لینان دو بلفون، روبر برونشویگ، سیدحسین نصر، ژان اوبن، آن لمبتون، هنری ماسه، انریکو چرولی و موسی صدر در دانشگاه استراسبورگ برگزار شد.

## گفته‌های دیگران در مورد صدر
سید محمد علی موحد ابطحی خاطره ای بیان کرده است: در ایامی که نجف اشرف بودم، روزی از آقای خمینی پرسیدم: «اگر توانستید در ایران حکومت اسلامی تشکیل دهید، کسی را دارید که رئیس حکومت بشود؟ و ایشان پاسخ داد: رفیق خودت آقا موسی!». گفتنی است آیه الله موحدابطحی و امام موسی صدر به چند دلیل قرابت و ارتباط داشتند: خویشان امام موسی صدر در اصفهان بودند و ایشان چند بار مسافرت کرده بود و با خاندان موحد ابطحی عکس و خاطره داشت. همچنین آقای ابطحی درس خصوصی برای موسی صدر، سید محسن حکیم و جند نفر دیگر از فرزندان علمای نجف در منزل برگزار می‌کرد. به علاوه آقای ابطحی حاج آقا موسی را برای زیارت پیاده امام حسین از نجف به کربلا می‌برد.
سید موسی شبیری زنجانی دربارهٔ او می‌گوید: «مرحوم والد» با «آسید صدر الدین» جلسات بحث علمی داشتند. روز میلاد از ما خواست به منزل ایشان برویم. مرحوم آیت‌الله خمینی را هم که با والد ما رفاقت داشت، دعوت کرده بودند. «آقای سید صدر الدین» عمامه مرا گذاشت و حاج آقای ما عمامه «آقا موسی» را…آقا موسی متین و صبور بودند و نجابت مخصوصی داشتند. ایشان نسبت به مسائل سیاسی از درک و بینش خوبی برخوردار بودند و در این زمینه استعداد و آگاهی خوبی داشتند.
امیدوارم هرکجا که هستند چه در این دنیا و چه در آن دنیا، مورد عنایت و تفضل خداوند متعال باشند.

## زندگی شخصی
موسی صدر در مصاحبه‌ای با مجلهٔ «الیقظه» کویت به تاریخ ۱۹۷۵/۱/۱۳ دربارهٔ زندگی شخصی خود گفت:

فارغ‌التحصیل دانشکده حقوق دانشگاه تهران هستم. با تأسف باید بگویم زندگی خصوصی ندارم. اظهار تأسف کردم زیرا با این روشم به همسر و چهار فرزندم و خانواده‌ام ستم می‌کنم. پذیرفتن این وضع از جانب آنان از عذاب وجدانم می‌کاهد.
نمی‌توانم بگویم سرگرمی مشخصی دارم. ورزش مرا به خود می‌کشد؛ به‌ویژه فوتبال. همچنین دیدن تابلوهای رنگ روغن را دوست دارم.
گاهی اصلاً سیگار نمی‌کشم و گاهی زیاد می‌کشم، اما به هر حال کشیدن قلیان را دوست دارم. من بسیار گریه می‌کنم. گریه برای من امر غریبی نیست.

وی همچنین گفت: «من از کسی ترس ندارم. اما از خداوند بسیار می‌ترسم. همچنین از کوتاهی در وظیفه‌ام هراسانم.»

## سرنوشت خانواده
پروین خلیلی، همسر موسی صدر در روز ۸ مهر ۱۴۰۰ در لبنان درگذشت.